# Ammomassilininae
Ammomassilininae es una subfamilia de foraminíferos bentónicos de la familia Ammomassilinidae, de la superfamilia Rzehakinoidea, del suborden Schlumbergerinina y del orden Schlumbergerinida. Su rango cronoestratigráfico abarca el Holoceno.

## Discusión
Clasificaciones previas hubiesen incluido Ammomassilininae en la familia Haurinidae, de la superfamilia Milioloidea, del suborden Miliolina y del orden Miliolida, o en el orden Lituolida. Ha sido incluido en el suborden Rzehakinina y en el orden Rzehakinida, aunque estos taxones han sido considerados sinónimos posteriores de Schlumbergerinina y Schlumbergerinida respectivamente.

## Clasificación
Ammomassilininae incluye al siguiente género:
- Ammomassilina